# Sebastian Dietz
Sebastian Dietz (9 febbraio 1974) è un pentatleta tedesco.

## Palmarès
In carriera ha conseguito i seguenti risultati:
- Mondiali:

San Francisco 2002: oro nel pentathlon moderno staffetta a squadre.
Pesaro 2003: argento nel pentathlon moderno a squadre.
Varsavia 2005: bronzo nel pentathlon moderno a squadre.
Berlino 2007: oro nel pentathlon moderno a squadre e staffetta a squadre.
- Europei

Székesfehérvár 2000: argento nel pentathlon moderno a squadre.